# Качан (Киреевский район)
Качан — деревня в Киреевском районе Тульской области в составе Богучаровского сельского поселения.

## География
Находится в центральной части Тульской области на расстоянии приблизительно 10 км на юг-юго-запад по прямой от города Киреевск, административного центра района.

## История
В 1859 году здесь (сельцо Кочанское Крапивенского уезда Тульской губернии) было учтено 29 дворов, в 1926 — 92, в конце 1930-х годов — 76.

## Население
Постоянное население составляло 377 человек (1859 год), 561 (1926), 32 (русские 97 %) в 2002 году, 10 в 2010.